# Olivier Fiquet
Pour les articles homonymes, voir Fiquet.
Olivier Fiquet est un auteur de bande dessinée né en France le 18 novembre 1963.

## Biographie
(août 2021).
- 1987 : Raymond Maric l'introduit dans l'univers de la bande dessinée. Ils collaborent sur plusieurs pages de jeu pour le magazine Fripounet.
- 1988 : Il rejoint l'équipe des Éditions Vaillant pour qui il fait des pages de jeu dans Pif Gadget et le Pifou Découverte ainsi que des couvertures pour Pif Parade.
- 1992 : Avec l'arrêt du journal Pif, Olivier Fiquet part pour travailler avec l'équipe française de Disney où il crée des BD et des jeux avec Mickey pour héros. Il illustre de nombreuses couvertures pour les différents magazines Disney/Hachette.
- 1997 : Premier virage dans la carrière de l'artiste, Olivier Fiquet part pendant plusieurs années travailler pour l'animation en tant que storyboarder et character designer pour des studios tel que Ellipsanime, France Animation, Story.
- 2004 : Présent pour la reprise de Pif Gadget, il y lance en parallèle trois séries : Le derby, une série sur le football, Mona apprentie détective et Les Robinsons avec Claude Bordeleau au dessin.
- 2005 : Après le départ de Ciccolini et Medioni, Olivier Fiquet est chargé de la reprise des aventures de Pif avec François Corteggiani au scénario. Ensemble ils réintroduisent des personnages des années 80 tels que le professeur Belpomme et Krapulax.
- 2008 : A la fermeture du journal Pif gadget nouvelle version, Olivier Fiquet délaisse la bande dessinée et s'oriente vers le jeu video et l'animation il se spécialise dans le développement de personnages et le concept art. Il collabore avec de nombreux studios internationaux.
- 2015 : Olivier Fiquet s'exile en Allemagne ou il est responsable de l'équipe artistique prototypes pour la société Goodgame Studio à Hambourg.
- 2016 : Retour en France.
- 2021 : Olivier est de retour chez Disney Magazine France. Il réalise à nouveau des couvertures pour les magazines.